# Laphria signatipes
Laphria signatipes là một loài ruồi trong họ Asilidae. Laphria signatipes được Wulp miêu tả năm 1872.